# Chroboly
Chroboly är en ort i Tjeckien.   Den ligger i regionen Södra Böhmen, i den sydvästra delen av landet, 130 km söder om huvudstaden Prag. Chroboly ligger 760 meter över havet och antalet invånare är 455.
Terrängen runt Chroboly är huvudsakligen kuperad, men åt sydväst är den platt. Runt Chroboly är det glesbefolkat, med 14 invånare per kvadratkilometer. Närmaste större samhälle är Prachatice, 8,1 km nordväst om Chroboly. I omgivningarna runt Chroboly växer i huvudsak blandskog.